# Yelochnik
Yelochnik (en macédonien Јелошник) est un village du nord-ouest de la Macédoine du Nord, situé dans la municipalité de Téartsé. Le village ne comptait aucun habitant en 2002.